# Carmen Morales de las Heras
Carmen María Guadalupe Dolores Morales de las Heras (Madrid, 12 de diciembre de 1970) es una actriz y empresaria española.

## Biografía
Es la mayor de los tres hijos del cantante Antonio Morales Junior y de la actriz y cantante Rocío Dúrcal. Lola Flores y Luis Sanz fueron los padrinos de su bautizo.
Desde muy pequeña poseía dotes artísticas, y a principios de los años 80, formó, junto a su hermano Antonio, el grupo infantil Antonio y Carmen, con los éxitos «Sopa de amor» y «Entre cocodrilos», que tuvo un gran éxito en Japón. Por decisión de sus padres tuvieron que terminar su carrera musical incipiente para dedicarse a los estudios a tiempo completo.
En 1996 tuvo un hijo con el empresario Óscar Lozano. El 30 de abril de 2011 se casó con Luis Guerra en el Ayuntamiento de Sant Joan, Ibiza, del que se divorció a finales de 2022.

### Carrera cinematográfica
En 1988 bajo la dirección de Joey Romero, realizó su primera película: Savage Justice, y en 2001 bajo la dirección de Carlos Gil su segunda, School Killer. En 2003 rodó, bajo la dirección de Antonio Giménez-Rico y compartiendo reparto con Santiago Ramos, Mariola Fuentes, Juan Jesús Valverde, Iñaki Miramón y José Sazatornil, entre otros; su tercera y última película, Hotel Danubio.

### Carrera televisiva
Entre 1998 y 2000 realizó su primera serie televisiva Al salir de clase en Telecinco, que le dio un gran impulso profesional. Compartió rodaje con actores de la talla de Hugo Silva, Miguel Ángel Muñoz, Elsa Pataky y Rodolfo Sancho, entre otros. En 2001 en La 1, realizó junto a Lina Morgan la serie Academia de baile Gloria, con la colaboración de Jesús Olmedo y Norma Duval. Dos años después, en 2003, en Antena 3 realizó su tercera serie de televisión El pantano, con la colaboración de Natalia Verbeke y Emma Suárez. En 2008, en Telemadrid realizó la serie Dos de Mayo: libertad de una nación. Un año más tarde realizó la serie diaria Un golpe de suerte con la colaboración de Toni Cantó. También realizó un capítulo especial de Amar en tiempos revueltos «¿Quién mató a Hipólito Roldán?», y en 2010 la telenovela de Amar en tiempos revueltos, con la colaboración de Marina San José y Pep Munné.

### Como cantante
A finales de 2010, al estrenarse el disco homenaje a su madre Rocío Dúrcal, Una estrella en el cielo, dio voz a su madre, tanto en un documental biográfico, como también en un dúo conjunto en la canción «Hasta que vuelvas» del disco homenaje a esta. En el álbum también aparecen artistas como su hermana Shaila Dúrcal, Sergio Dalma, Juan Gabriel, Julio Iglesias, Joaquín Sabina, e incluso su padre Junior.

## Filmografía

### Cine
- Hotel Danubio (Antonio Giménez-Rico, 2003)
- School Killer (Carlos Gil, 2001)
- Savage Justice (Joey Romero, 1988)

### Televisión
| Año         | Serie                               | Canal      | Personaje                    | Notas         |
| ----------- | ----------------------------------- | ---------- | ---------------------------- | ------------- |
| 1998 - 2001 | Al salir de clase                   | Telecinco  | María Salas                  | 414 episodios |
| 2001        | Academia de baile Gloria            | La 1       | Gin                          | 17 episodios  |
| 2003        | El pantano                          | Antena 3   | Candela                      | 9 episodios   |
| 2004        | ¿Se puede?                          | La 1       | Lola                         | 1 episodio    |
| 2008        | Dos de mayo: Libertad de una nación | Telemadrid | María García                 | 22 episodios  |
| 2009        | Hermanos y detectives               | Telecinco  |                              | 1 episodio    |
| 2009        | La chica de ayer                    | Antena 3   | Sandra                       | 1 episodio    |
| 2009        | Un golpe de suerte                  | Telecinco  | Marta                        | 59 episodios  |
| 2009 - 2010 | Amar en tiempos revueltos           | La 1       | Sor Lucía                    | 110 episodios |
| 2023        | Tu cara me suena                    | Antena 3   | Invitada como Gloria Estefan | 1 programa    |
| 2025        | Bake Off: Famosos al horno          | La 1       | Concursante                  | 9 programas   |

### Teatro
- La venganza de don Mendo (2012), de Pedro Muñoz Seca.
- La importancia de llamarse Ernesto (2009), de Oscar Wilde.
- Olvida los tambores (2007), de Ana Diosdado.
- Ninette y un señor de Murcia (2002), producida por Telón Corto.
- El galán fantasma (2000; 2010) de Calderón de la Barca.
- El Novio de España (2024) de Juan Carlos Rubio.
- Querida Agatha Christie (2024, 2025) de Juan Carlos Rubio